# Miss America 2011
Miss America 2011 è la novantesima edizione del concorso Miss America. Si è tenuto presso il Theatre for the Performing Arts dentro al Planet Hollywood Resort and Casino di Las Vegas il 15 gennaio 2011. Miss America 2010, Caressa Cameron della Virginia, ha incoronato la concorrente che ha preso il suo posto Teresa Scanlan dal Nebraska alla fine dell'evento. Si tratta della prima volta che una Miss Nebraska vince il titolo.

## Piazzamenti
| Risultato finale  | Concorrente |
| ----------------- | --- |
| Miss America 2011 | - Nebraska - Teresa Scanlan |
| 2ª classificata   | - Arkansas - Alyse Eady |
| 3ª classificata   | - Hawaii - Jalee Fuselier |
| 4ª classificata   | - Washington - Jacquie Brown |
| 5ª classificata   | - Oklahoma - Emoly West |
| Top 10            | - Arizona – Kathryn Bulkley - California – Arianna Afsar - Delaware – Kayla Martell * - Kentucky – Djuan Trent ** - Virginia – Caitlin Uze |
| Top 12            | - New York – Claire Buffie * - Texas – Ashley Melnick                                                                                      |
| Top 15            | - Oregon – Stephenie Steers ** - Rhode Island – Deborah Saint-Vil - Utah – Christina Lowe                                                  |

Note:
* -- America's Choice
** -- Contestant's Choice

### Riconoscimenti speciali
| Riconoscimento                   | Concorrente                                                                                        |
| -------------------------------- | -------------------------------------------------------------------------------------------------- |
| Miss Lifestyle & Fitness         | - Alabama - Ashley Davis - Hawaii - Jaelee Fuselier - Oklahoma - Emoly West                        |
| Miss Talent                      | - Carolina del Nord - Adrienne Core - Nebraska - Teresa Scanlan - Rhode Island - Deborah Saint-Vil |
| Quality of Life Awards           | - Michigan - Katie Lynn LaRoche                                                                    |
| Fourpoints Award                 | - Distretto di Columbia - Stephanie Williams                                                       |
| Miracle Maker Award              | - Massachusetts - Loren Galler-Rabinowitz                                                          |
| Louanne Gamba Instrumental Award | - Minnesota - Kathryn Knuttila                                                                     |
| Miss Congeniality                | - Michigan - Katie Lynn LaRoche                                                                    |
| Marion A. Crooker Award          | - Virginia - Caitlin Uze                                                                           |

## Le concorrenti
- Alabama - Ashley Davis
- Alaska - Abby Hancock
- Arizona - Kathryn Bulkley
- Arkansas - Alyse Eady
- California - Arianna Afsar
- Carolina del Nord - Adrienne Core
- Carolina del Sud - Desiree Puglia
- Colorado - Melaina Shipwash
- Connecticut - Brittany Decker
- Dakota del Nord - Beth Dennison
- Dakota del Sud - Loren Vaillancourt
- Delaware - Kayla Martell
- Distretto di Columbia - Stephanie Williams
- Florida - Jaclyn Raulerson
- Georgia - Christina McCauley
- Hawaii - Jalee Fuselier 	Hale'iwa
- Idaho - Kylie Kofoed
- Illinois - Whitney Thorpe-Klinsky
- Indiana - Gabrielle Reed
- Iowa - Pauli Mayfield
- Isole Vergini Americane - Sheniqua Robinson
- Kansas - Lauren Werhan
- Kentucky - Djuan Trent
- Louisiana - Kelsi Crain
- Maine - Arrika Knights 	Chester
- Maryland - Lindsay Staniszewski
- Massachusetts - Loren Galler-Rabinowitz
- Michigan - Katie Lynn LaRoche
- Minnesota - Kathryn Knuttila
- Mississippi - Sarah Beth James
- Missouri - Erika Hebron
- Montana - Kacie West
- Nebraska - Teresa Scanlan
- Nevada - Cris Crotz
- New Hampshire - Krystal Muccioli
- New Jersey - Ashleigh Udalovas
- New York - Claire Buffie
- Nuovo Messico - Madison Tabet
- Ohio - Becky Minger
- Oklahoma - Emoly West
- Oregon - Stephenie Steers
- Pennsylvania - Courtney Thomas
- Porto Rico - Mariselle Morales
- Rhode Island - Deborah Saint-Vil
- Tennessee - Nicole Jordan
- Texas - Ashley Melnick
- Utah - Christina Lowe
- Vermont - Caroline Bright
- Virginia - Caitlin Uze
- Virginia Occidentale - Cali Young
- Washington - Jacquie Brown
- Wisconsin - Kimberley Sawyer
- Wyoming - Alicia Grove